# Флорек, Дэнн
Дэнн Флорек (англ. Dann Florek; род. 1 мая 1950, Флат-Рок, Мичиган, США) — американский актёр, известный благодаря роли капитана полиции Дональда Крейгена в сериалах NBC «Закон и порядок» и «Закон и порядок: Специальный корпус».

## Биография
Флорек родился и вырос во Флат-Роке, штат Мичиган. После окончания средней школы он поступил в университет Восточного Мичигана, который покинул, чтобы начать актёрскую карьеру в Нью-Йорке. В 1970-х он перебрался в Калифорнию, где продолжил карьеру на сцене, а в начале 1980-х вернулся в Нью-Йорк. После Флорек начал свою карьеру на телевидении, появляясь в «Блюз Хилл-стрит», «Мэтлок» и «Джамп стрит, 21», а также имел второстепенную роль в мужа персонажа Сьюзан Руттан в «Закон Лос-Анджелеса» (1988—1993).
В разные годы Флорек появился с небольшими ролями в нескольких кинофильмах, включая «Сердце Ангела» (1987), «Закат» (1988), «Луна над Парадором» (1988), «Полёт «Интрудера»» (1991), «Флинтстоуны» (1994), «Ливень» (1998) и «Красавчик Джо» (2000).
В 1990 году Флорек начал сниматься в роли капитана Крейгена в сериале NBC «Закон и порядок». Он был членом основного состава пилотного эпизода, снятого ещё в 1988 году, который впоследствии транслировался как шестой эпизод первого сезона. Шоу в первые годы получало посредственные отзывы и рейтинги из-за отсутствия женских персонажей в основном составе, что в 1993 году привело к увольнению нескольких актёров, среди которых был Флорек. С. Эпата Меркерсон заняла его место в сериале осенью 1993 года, а Флорек с тех пор снялся в двух провальных ситкомах: «Крутой» (Fox, 1994) и «Тайный дневник Десмонда Файфера» (UPN, 1998), последний из которых и вовсе был назван спустя годы одним из худших телешоу в истории. Он возвращался к шоу в 1995 году, а также выступил как режиссёр трех эпизодов в 1993-95 годах. В 1998 году он также повторил свою роль в снятом для телевидения фильме «Изгнанный: Закон и порядок».
В 1999 году, когда телесеть NBC решила запустить спин-офф «Закон и порядок», Флорек был приглашен в проект, получивший название «Закон и порядок: Специальный корпус». Флорек с тех пор снялся в пятнадцати сезонах сериала, прежде чем покинуть проект, когда его персонаж был отправлен на пенсию. Последний эпизод с его участием транслировался 15 января 2014 года. Флорек в общей сложности появился почти в четырестах эпизодах обоих сериалов в своей роли, по иронии судьбы сравнявшись с С. Эпатой Меркерсон по рекорду длительности игры в одной роли на телевидении.